# القنب الهندي في كازاخستان

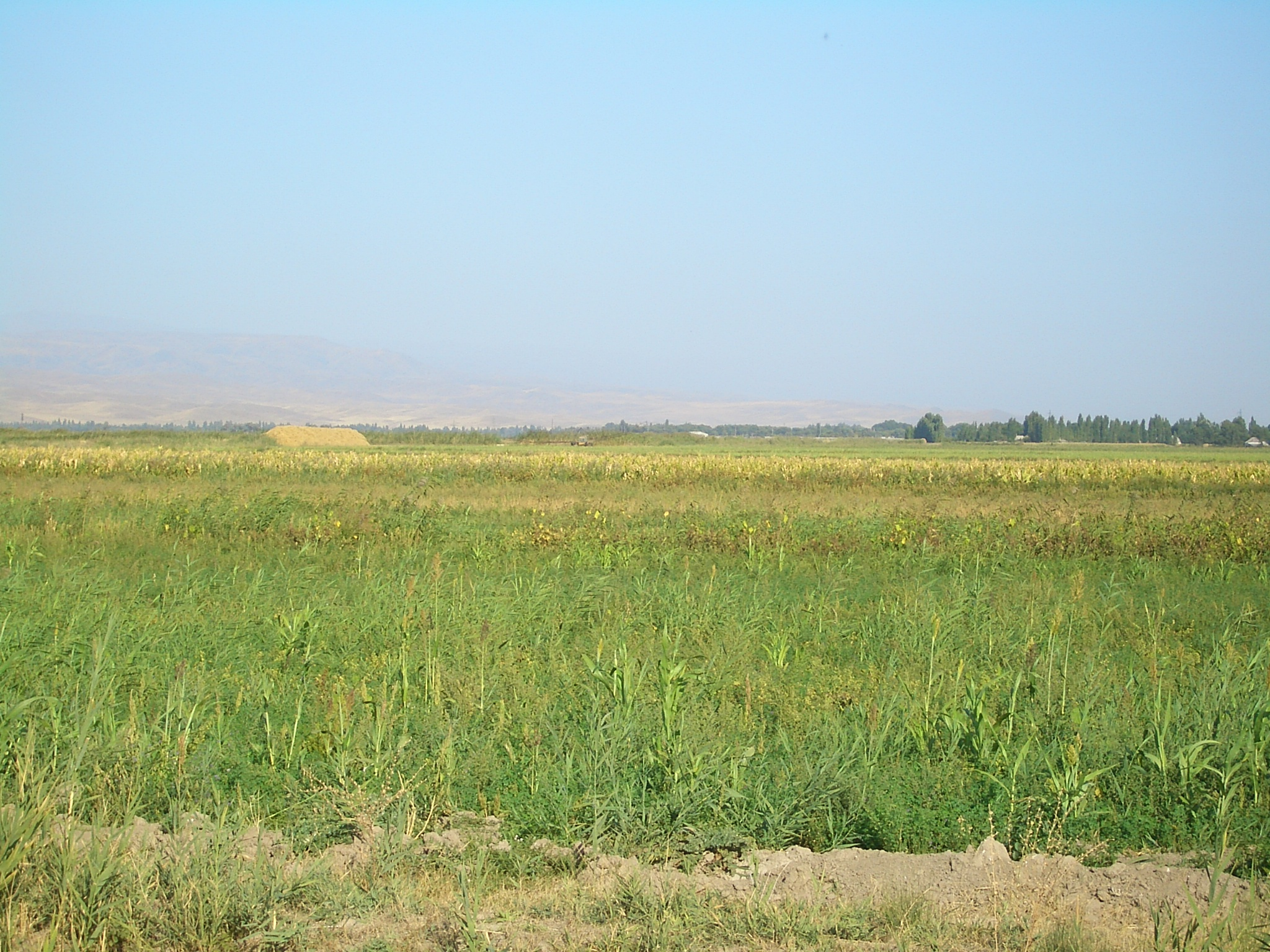
القنب الهندي في كازاخستان

القنب الهندي في كازاخستان غير قانوني.
كميات كبيرة من القنب تنمو في البرية في البلاد. قدر تقرير المخدرات العالمي لعام 2006 أن 400,000 هكتار من الحشيش تنمو في البرية في وادي تشوي.
وفقًا لوزارة الشؤون الداخلية الروسية, تأتي 93٪ من الماريجوانا في البلاد من كازاخستان.